# Opisthograptis irrorata
Opisthograptis irrorata là một loài bướm đêm trong họ Geometridae.